# Batillipes similis
Espèce
Batillipes similis est une espèce de tardigrades de la famille des Batillipedidae. 

## Distribution
Cette espèce se rencontre dans l'océan Atlantique aux Féroé, à Man, dans la mer Méditerranée en Italie et à Malte et dans l'océan Pacifique en Corée du Sud.

## Publication originale
- Schulz, 1955 : Studien an marinen Tardigraden. Kieler Meeresforschungen, vol. 11, p. 73–79.